# 馮孜 (隆慶進士)
馮孜（1536年—？），字子漸，號原泉，浙江嘉興府桐鄉縣人，民籍，明朝政治人物。

## 生平
嘉靖四十三年（1564年）甲子科浙江鄉試第五十九名舉人。隆慶二年（1568年）中式戊辰科會試第一百九十八名，二甲進士。官太仓州知州，擢刑部郎中，萬曆九年（1581年）十一月奉命往江西恤刑。十一年九月升河南副使，遷福建布政司左参政，十七年正月升贵州按察使，升江西右布政使，二十一年五月升本省左布政，二十四年八月復除湖廣左布政使。

## 家族
曾祖馮瑾，壽官；祖父馮莊；父馮倫，母張氏。重庆下。弟冯敏。